# Sexo e drogas
O sexo e o uso de drogas, sejam estas legais e ilegais, são temas historicamente associados e afetam todos os aspectos da prática sexual humana: desejo, desempenho, prazer, fecundação, gestação e doença.

## Desinibição sexual
As drogas são frequentemente associadas à redução da inibição sexual, seja quando consumidas recreativamente ou involuntariamente, como no caso das drogas de estupro. Como o uso de drogas, incluindo as bebidas alcoólicas, é por vezes utilizado como justificativa para adotar um comportamento antissocial, é necessário considerar com cautela a relação causal direta entre o uso de drogas e seu distanciamento da prática do sexo seguro. As drogas podem ser uma desculpa socialmente aceitável para que os indivíduos se envolvam em comportamentos sexuais que podem querer engajar, mas que talvez sintam que não deveriam.

## Função sexual
Algumas patologias relacionadas à função sexual, como a disfunção erétil, podem ser tratadas com medicamentos. Devido aos seus efeitos, os medicamentos para disfunção erétil podem ser usados também para fins recreativos. Muitas drogas, tanto legais quanto ilegais, causam efeitos colaterais que afetam a função sexual das pessoas. Muitos fármacos, como a maioria dos antidepressivos, podem causar perda da libido como efeito colateral.
Em termos bioquímicos, a causa parcial da diminuição da libido ou indução ao período refratário é explicada pela inibição de dopamina que ocorre por meio da secreção de prolactina induzida pelo orgasmo. Dessa forma, as drogas agonistas do receptor de dopamina, como a cabergolina, podem causar um efeito contrário e facilitar que as pessoas atinjam orgasmos múltiplos, mas com o uso prolongado também estão associadas à diminuição da excitação sexual.

## Tipos de drogas

### Cannabis
Existem poucos estudos sobre cannabis e sexo. Evidências limitadas sugerem que o uso regular de cannabis pode causar disfunção erétil. Por outro lado, outras pesquisas sugerem que o consumo da cannabis em relações sexuais pode elevar a libido e facilitar o tesão.

### Álcool
O álcool e a prática sexual entre humanos estão frequentemente associados. Embora o álcool possa ter efeitos diferentes sobre o funcionamento sexual de acordo com a quantidade consumida, de modo geral, acredita-se que ele afete negativamente o funcionamento sexual e encoraje o envolvimento em relações sexuais de risco.

### Ecstasy
O ecstasy (MDMA) altera o humor e a percepção, mas sobretudo possui efeitos empatógenos, de modo que é uma das drogas que mais elevam a libido. Seu uso crônico, no entanto, dificulta a ereção completa e retarda o orgasmo.

### 2C-B
2C-B era vendido comercialmente como um afrodisíaco sob o nome comercial "Erox".

### Antidepressivos
Os inibidores seletivo de recaptação de serotonina (ISRSs), inibidores de recaptação de serotonina e noradrenalina (ISRNs) e os inibidores de recaptação de noradrenalina e dopamina (IRDNs) são os tipos mais comuns de antidepressivos prescritos. Cada um exerce efeitos diferentes sobre o funcionamento sexual das pessoas de acordo com seu mecanismo de ação e outros fatores farmacológicos, mas geralmente tendem a retardar a excitação e diminuir os orgasmos.
Os efeitos colaterais dos antidepressivos sobre o funcionamento sexual podem afetar a saúde mental e a qualidade de vida, e é também um fator que dificulta a aderência a esse tipo de tratamento. No entanto, para muitas pessoas a diminuição dos sintomas depressivos com o tratamento por antidepressivos compensa os efeitos colaterais sexuais. Eles podem ser controlados alterando a dose, trocando medicamentos ou com fármacos em terapia conjunta. Alguns compostos naturais, como a maca, planta que cresce na região central do Peru, pode ser útil na disfunção sexual causada por antidepressivos.

### Opioides
Os opioides inibem o comportamento sexual. Atualmente, não há pesquisas e evidências claras sobre como os opioides influenciam o funcionamento sexual em curto prazo. No entanto, tem havido muitas pesquisas sobre o uso prolongado e a respeito da toxicodepência. O uso de opioides em longo prazo pode causar diminuição da libido, ejaculação retardada e vaginismo. A heroína reduz a libido e diminui os níveis dos hormônios sexuais em humanos.

### Anfetaminas
As anfetaminas podem aumentar a libido e retardar o orgasmo, o que prolonga a duração do coito, mas com o uso a longo prazo costumam afetar negativamente o desempenho sexual das pessoas.

## Drogas de estupro
Uma droga de estupro é qualquer substância que exerça efeitos incapacitantes quando administrado a outra pessoa, tornando-a vulnerável a casos de estupro e agressão sexual. Uma das formas mais comuns é por meio da adulteração da droga que a vítima está a consumir sem seu consentimento, a exemplo do álcool, que pode ser misturado com outras drogas depressoras a fim de que se pratique crimes sexuais contra esta. A outra forma mais comum é simplesmente por meio do consumo de álcool até que a pessoa não esteja mais consciente. Aqui, as vítimas bebem voluntariamente e em um contexto geralmente recreativo, o que as torna incapazes de tomar decisões bem informadas ou dar consentimento à prática sexual.

## Sociedade e cultura

### Party and play
A prática conhecida como party and play (PnP) ou chemsex é caractertizada pelo consumo intecional de drogas a fim de facilitar o engajamento em atividades sexuais. Sociologicamente, ambos os termos se referem a uma subcultura ligadas ao uso recreativo de drogas e também a uma elevação do sexo sem segurança e à prática de sexo grupal. O termo PnP é comumente associado a homens gays e outros homens que fazem sexo com homens (HSH) nos Estados Unidos, enquanto o termo chemsex está mais associado à cena gay na Europa. As drogas utilizadas geralmente são do tipo estimulantes, como a metanfetamina e a cocaína, mas drogas que produzem outros efeitos também são utilizadas, como a mefedrona, o ácido gama-hidroxibutírico (GHB) e os nitrito de amilas conhecidos popularmente como poppers.